# Rue Antoine-Bourdelle (Toulouse)
Pour les articles homonymes, voir Rue Antoine-Bourdelle.
La rue Antoine-Bourdelle est une voie de Toulouse, chef-lieu de la région Occitanie, dans le Midi de la France.

## Situation et accès

### Description
La rue Antoine-Bourdelle est une voie publique. Elle se trouve au cœur du quartier de Saint-Cyprien.
Elle naît perpendiculairement à la grande-rue Saint-Nicolas, dans le prolongement de la rue du Chapeau-Rouge et, au-delà de la place Hippolyte-Olivier, de la rue du Chairedon. Longue de seulement 59 mètres, large de 4 mètres, elle est rectiligne et orientée au nord. Elle se termine au carrefour de la rue Ferrières et de la rue Cujette, au niveau de la place du Professeur-Pierre-François-Combes. Elle est prolongée au nord par la rue des Novars qui aboutit à la place Bernard-Lange, face à l'entrée de l'hôpital de La Grave.
La chaussée compte une seule voie de circulation automobile en sens unique, de la place du Professeur-Pierre-François-Combes vers la grande-rue Saint-Nicolas. Elle est définie comme une zone de rencontre et la vitesse y est limitée à 20 km/h. Il n'existe pas de bande, ni de piste cyclable, quoiqu'elle soit à double-sens cyclable.

### Voies rencontrées
La rue Antoine-Bourdelle rencontre les voies suivantes, dans l'ordre des numéros croissants (« g » indique que la rue se situe à gauche, « d » à droite) :
1. Grande-rue Saint-Nicolas
2. Place du Professeur-Pierre-François-Combes (g)
3. Rue Ferrières (d)

### Transports
La rue Antoine-Bourdelle n'est pas directement desservie par les transports en commun Tisséo. Elle est cependant proche du Pont-Neuf, où se trouvent les arrêts de la navette Ville. À l'ouest, autour de la place intérieure Saint-Cyprien, se trouvent la station Saint-Cyprien – République, sur la ligne de métro , et au-delà, le long des allées Charles-de-Fitte, les arrêts des lignes de de la ligne de Linéo L14 et de bus 134566.
Il existe plusieurs stations de vélos en libre-service VélôToulouse dans les rues voisines : les stations no 75 (12 place Charles-Laganne) et no 76 (34 rue de la République).

## Odonymie

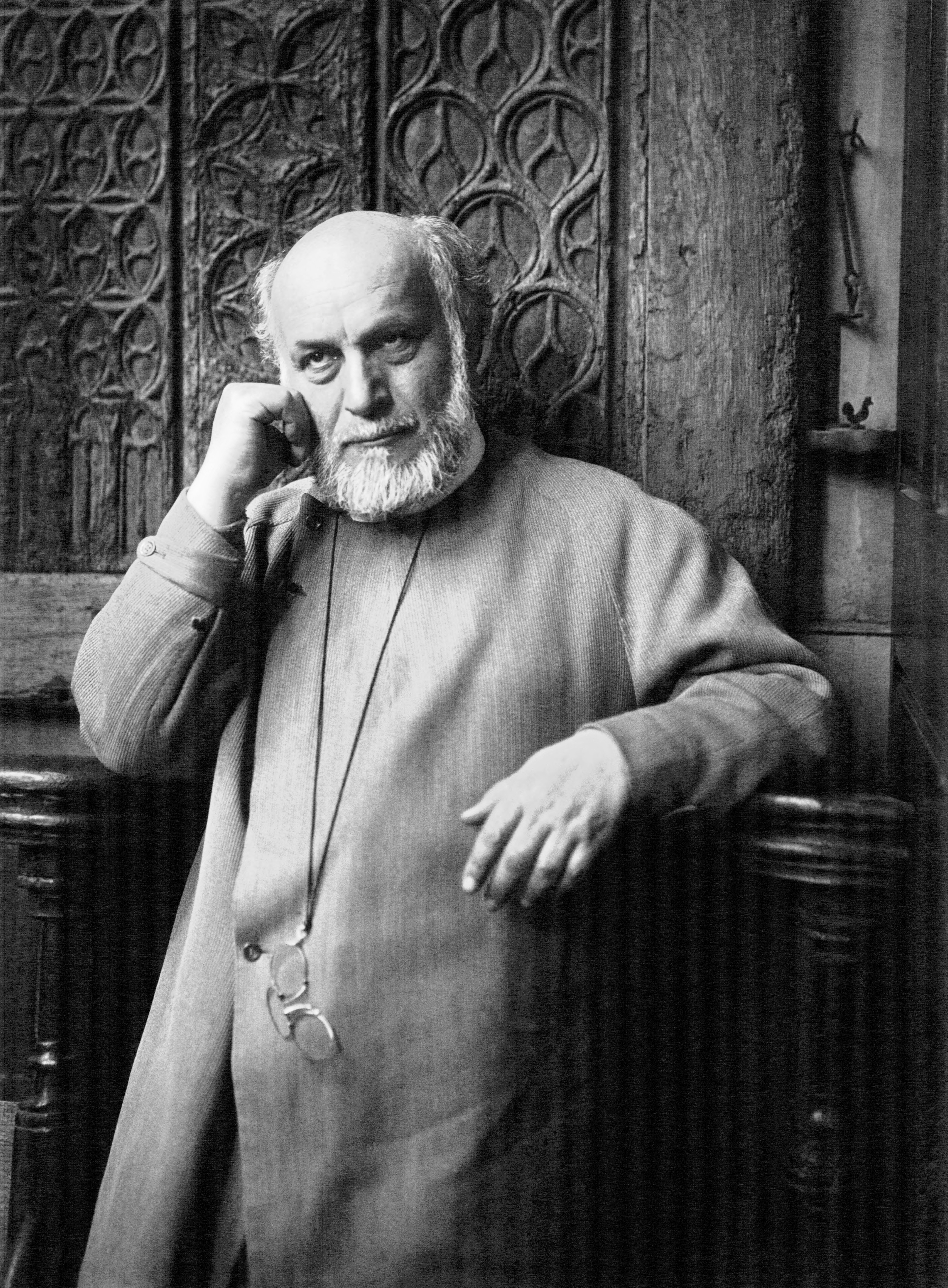
Portrait d'Antoine Bourdelle en 1925 (agence Meurisse, BnF).

La rue est nommée en hommage au sculpteur Antoine Bourdelle (1861-1929). Né à Montauban, il fut élève à l'École des beaux-arts de Toulouse et obtint ensuite une bourse pour les poursuivre à l'École nationale des Beaux-Arts de Paris. Il installa son atelier dans le quartier du Montparnasse et il travaille dans l'atelier d'Auguste Rodin. Il rencontre le succès à partir de la réception de son Monument aux combattants et défenseurs du Tarn-et-Garonne. Quelques-unes de ses œuvres se trouvent à Toulouse, parmi lesquelles sont Héraklès archer, intégré au Monument au Sport, élevé au cœur du square de l'Héraclès.
Au XVIIe siècle, la rue est connue comme la rue Saint-Michel, qui s'appliquait à la rue qui la prolonge au sud, la rue du Chapeau-Rouge. Elle le devait probablement à une chapelle de l'église Saint-Nicolas, consacrée à l'archange Michel. Elle ne doit cependant pas être confondue avec la grande-rue Saint-Michel, dans le quartier du même nom. En 1794, pendant la Révolution française, on lui attribua le nom de rue La Pique, mais il ne subsista pas. Entre 1856, on lui attribua celui de rue Constance, mais on y renonça finalement en 1863. C'est finalement en 1933 que la rue prit son nom actuel.